# 岸田彩加
岸田 彩加（きしだ あやか、1985年11月22日 - ）は、日本のフリーアナウンサー。TBSスパークル（旧：キャスト・プラス）所属。

## 来歴・人物
北海道北広島市出身。札幌大学外国語学部卒業。在学中は当時の日本バスケットボールリーグ所属・レラカムイ北海道（現・レバンガ北海道）のチアリーダーをしていた。身長164cm。
学生時代は、関西アナウンススクール札幌校で学ぶ。
大学卒業後の2008年4月、NHK室蘭放送局に契約キャスターとして採用され4年勤務。
2012年4月より北海道テレビ放送のアナウンサーとなった。
2013年9月末をもって北海道テレビを退社。同年10月からフリーアナウンサーに転身。
2015年春に活動拠点を東京に移し「TBSニュースバード」のキャスターを担当。
2017年12月設立の東京北広島会の理事に就任。
2018年4月よりテレビ埼玉（テレ玉）に契約アナウンサーとして1年勤務。
2019年4月より、東京マーケット情報を担当。
2025年5月14日からテレビショッピングチャンネル「QVC」のナビゲーターに就任した。
趣味・特技は、アイスホッケーやバスケットボールの試合観戦、旅行、神社めぐり、チアリーディング。北広島への愛郷心が強く、北海道中央バスさんぽまち・東部線（旧・北広島団地線）の車内放送を担当する。

## 過去の担当番組

### フリー転向後
- Do!ろーかる（テレビ北海道）[1]
- 情報マルシェ!（北海道テレビ）[1]
- 金曜ブランチ（北海道放送）[1]
- TBSニュースバード[1]
- ニュース930 (テレビ埼玉)（2018年4月～2019年3月、金曜キャスター）
- ウィークエンドニュースサタデー・サンデー(テレビ埼玉)（2018年4月～2019年3月）
- 東京マーケット情報（NHK BS1 2019年4月1日 - 2021年3月26日）
- OH!おのののか（FM FUJI 2020年4月1日 - 2021年9月29日）

### HTB時代
- イチオシ!モーニング[1]
- らぢおHTB（HTBとAIR-Gとのコラボ番組、不定期）[1]

### NHK室蘭放送局時代
- ネットワークニュース北海道[1]
- まるごとニュース北海道[1]
- NHKニュースおはよう北海道[1]

など